# 毗鄰星c
毗鄰星c（也稱為比鄰星c、南門二Cc、或半人馬座αCc），是圍繞著最靠近太陽的三合星系統中的紅矮星──比鄰星的一顆系外行星，亦是候選行星（比鄰星已知有兩顆行星，比鄰星b和比鄰星d）。它位在半人馬座，與地球的距離大約4.2光年，是已知最接近太陽系的近地系外行星之一。

## 性質
毗鄰星c是一顆超級地球或迷你海王星，質量大約是地球的7倍，大約以1.49天文單位（223,000,000） 的距離，每1,928日（5.28年）繞行毗鄰星c。如果將毗鄰星b類比於地球，那麼毗鄰星c就是系統中的海王星。由於它距離毗鄰星遙遠，不在適居帶內，平均溫度約為39K。

## 觀測史
2019年4月，義大利天體物理學家馬里奧·達馬索和同事首次報告了這顆行星。達馬索的團隊已經注意到在ESO的高精度徑向速度行星搜索器的數據中，毗鄰星有輕微的運動，這可能是有第二顆行星環繞著毗鄰星。此一發現在2020年1月公布。在2020年6月，利用哈伯太空望遠鏡在1995年的天體測量數據確認第二顆行星的存在，並得以確定其軌道傾角和真實的質量。同樣在2020年6月，一項可能檢測到毗鄰星c的 直接成像被公布。對毗鄰星c的質量和年齡的行星而言，檢測到的亮度太亮了，這意味著這顆行星可能有一個半徑在5 RJ的環。